# Живац
Живац, латински назив нерв (лат. nervus), део је периферног нервног система, кога сачињавају снопови продужетака (аксона) нервних ћелија различитог волумена и бројности. Осим тога у састав живца улазе и везивне ћелије, колагена влакна и крвни судови, који се једним именом називају ендонеуријум. Око живца се налази везивни омотач епинеуријум и од њега полазе везивни изданци који граде перифасцикуларне омотаче или перинеуријум.
Живци повезују централни нервни систем са периферијом, тј. са свим ткивима и органима. Аферентни нерви доносе сигнале (нервне импулсе) у централни нервни систем, где се информације обрађују и одакле се шаљу повратни сигнали преко еферентних нерава у одговарајуће структуре (мишиће, жлезде, органе итд).
У централном нервном систему, аналогне структуре су познате као трактови. Неурони се понекад називају нервним ћелијама, мада је тај термин потенцијално погрешан јер многи неурони не формирају живце, и нерви обухватају и ненеуронске Шванове ћелије које покривају аксоне мијелином.
Сваки живац је структура у облику кабла, која садржи снопове аксона. У оквиру нерва, сваки аксон је окружен слојем везивног ткива названим ендонеуријум. Аксони се повезују у групе нервних свежања, а сваки свежањ је умотан у слој везивног ткива названог перинеуријум. Коначно, читав живац је умотан у слој везивног ткива названог епинеуријум.

## Анатомија
Живци се деле у три групе на бази смера сигнала који проведе:
- Аферентни нерви проводе сигнале од сензорних неурона до централног нервног система, на пример за механорецепторе у кожи.
- Еферентни нерви проводе сигнале од централног нервног система дуж моторних неурона до њихових циљних мишића и жлезда.
- Мешовити нерви садрже аферентне и еферентне аксоне, и стога проводе и долазне сензорне информације и одлазне наредбе за мишиће у истом снопу.

Нерви се могу груписати у две категорије на бази тога где се повезују са централним нервним системом:
- кичмени живци (лат. нерви спиналес), којих има 31 пар, инервирају (дистрибуирају се до/стимулишу) највећи део тела, и повезују се кроз кичму до кичмене мождине и тим путем до централног нервног система. Њима су дате словно-бројне дезигнације на бази кичменог пршљена кроз који се везују до кичменог стуба.
- мождани живци (лат. nervi craniales) којих има 13 пари, инервирају делове главе, и директно су повезани са мозгом (посебно са можданим стаблом). Они се типично обележавају римским бројевима од 1 до 12, мада се кранијални живац нула понекад укључује. Осим тога, кранијални нерви се описују именима.

Сваки живац је покривен густим слојем везивног ткива, епинеуријумом. Испод тог слоја је слој равних ћелија, перинеуријум, који формира комплетни „рукав“ око снопа аксона. Перинеуријални слој исто тако досеже унутар живца и дели га у неколико свежњева влакана. Свако влакно окружује ендонеуријум. Тиме се формира затворена цев од површина кичмене мождине до нивоа где су аксонске синапсе спојене са мишићним влакнима, или се завршавају у сенсорним рецепторима. Ендонеуријум се састоји од унутрашњег омотача од материјала који се назива гликокаликс и спољашње, деликатне, мреже од колагенских влакана. Нерви су уснопљени заједно са крвним судовима, пошто неурони живаца имају веома високе енергијске захтеве.
Унутар ендонеуријума, индивидуална нервна влакна су окружена ниско-протеинском течношћу која се назива ендонеуријалним флуидом. Она делује на сличан начин са цереброспиналним флуидом у централном нервном систему и сачињава крвно-нервну баријеру која је слична крвно-можданој баријери. Молекулима се стога ограничава прелаз из крви у ендонеуријални флуид. Током развоја нервног едема услед нервне иритације или повреде, количина ендонеуријалног флуида може да се повећа на месту иритације. То повећање количине флуида се може визуелизовати коришћењем магнетно резонантне неурографије, и стога МР неурографија може да идентификује нервну иритацију и/или повреду.

## Развиће
Раст нерва се обично завршава у адолесценцији, али се може поново стимулисати помоћу молекуларног механизма познатог као „Ноч сигнализација”.

### Регенерација
Ако су аксони неурона оштећени, докле год тело ћелије неурона није оштећено, аксони могу да буду регенерацијом обновљени и синаптички поново повезани са другим неуронима уз помоћ путоказних ћелија. Овај процес се назива неурорегенерацијом.
Нерв почиње процес уништавајући дистални нерв на месту повреде, дозвољавајући Швановим ћелијама, базалној ламини и неурилеми у близини повреде да почну да производе регенерациону цев. Фактори раста нерва се ослобађају, што узрокује да мноштво нервних зачетака испупи. Када један од процеса раста пронађе регенерациону цев, он почиње да расте према својој првобитној дестинацији све време вођен помоћу регенерационе цеви. Регенерација нерва је врло спор процес, за који може бити неопходно неколико месеци да се оконча. Иако овај процес поправља неке нерве, и даље ће постојати извесни функционални дефицити, јер поправке нису савршене.

## Функција
Нерв преноси информације у виду електрохемијских импулса (нервних импулса познатих као акциони потенцијали) које преносе појединачни неурони који сачињавају нерв. Ови импулси су екстремно брзи, тако да поједини мијелинисани неурони проводе брзинама и до 120 . Импулси путују од једног неурона до другог прелазећи кроз синапсе, при чему се порука конвертује из електричног у хемијски облик и затим назад у електрични.
Нерви се могу категорисати у две групе на бази њихове функције:
- Узлазно живчано влакно проводи сензорске информације из сензорског неурона до централног нервног система, где се одвија обрада информација. Свежњеви влакана или аксони, у периферном нервном систему се називају нервима, а свежњеви узлазних влакана су познати као сензорни нерви.[4][5]
- Силазно нервно влакно проводи сигнале од моторног неурона у централном нервном систему до мишића. Свежњеви тих влакана су познати као силазни нерви.

### Нервни систем
Нервни систем је део животиње који координира своје дејство путем трансмитовања сигнала до и од различитих делова тела. Код кичмењака он се састоји од два главна дела, централног нервног система (ЦНС) и периферног нервног система (ПНС). ЦНС се састоји од мозга и кичмене мождине. ПНС се углавном састоји од нерва, који су обмотани свежњеви дугих влакана или аксона, који повезују ЦНС са свим другим деловима тела.
Нерви који преносе сигнале од мозга се називају моторним or силазнм нервима, док они нерви који преносе информације од тела до ЦНС се називају сензорним или узлазним. Кичмени нерви врше обе функције и стога се називају мешовитим нервима. ПНС је подељен у три засебна подсистема, соматски, аутономни, и ентерични нервни систем. Соматски нерви посредују добровољне покрете.
Аутономни нервни систем се даље дели у симпатички и парасимпатички нервни систем. Симпатички нервни систем се активира у хитним случајевима ради мобилизације енергије, док се парасимпатетички нервни систем активира кад су организми у релаксираном стању. Ентерички нервни систем контролише гастроинтестинални систем. Аутономни и ентерички нервни систем функционишу без свесне контроле. Нерви који излазе из лобање се зову можданим нервима, док су они који излазе из кичмене мождине кичмени нерви.

## Клинички значај
Канцер се може раширити путем упада у просторе око живаца. До овога нарочито често долази код рака главе и врата, као и рака простате и дебелог црева.
Нерви могу да буду оштећени физичком повредом, као и околностима при синдрому карпалног канала и повреди услед понављајућег напрезања. Аутоимуне болести као што су Гијен-Бареов синдром, неуродегенеративне болести|, полинеуропатија, инфекције, неуритис, дијабетес, или отказивање крвних судова који окружују живце, сви узрокују оштећења нерва, која могу да варирају по озбиљности.
Мултипла склероза је болест асоцирана са обимним оштећењем нерва. Она се јавља кад макрофагови имунског система саме особе оштећују мијелинске облоге којима су изоловани аксони нерва.
Радикулопатија се јавља када се врши притисак на нерв, обично услед отока због повреде, или трудноће и може да резултира у болу, слабости, утрнулости или парализи. Симптоми се могу осећати у областима које су далеко од стварног места оштећења, што је феномен који се назива рефлективним болом. Рефлективни бол се може јавити кад оштећење узрокује измену сигнализације до других области.
Неуролози обично дијагнозирају нервне поремећаје путем физичког прегледа, чиме је обухваћено тестирање рефлекса, ходање и други усмерени покрети, мишићна слабост, проприоцепција, и осећај додира. Овом иницијалном прегледу могу да следе тестови као што су студија нервне проводљивости, електромиографија (ЕМГ), и компјутеризована томографија.

## Друге животиње
Неурон се сматра идентификованим ако поседује својства по којима се разликује од сваког другог неурона дате животиње, својства као што су локација, неуротрансмитери, образац генске експресије, и повезаност, и ако сваки појединачни организам који припада истој врсти има тачно један неурон са истим скупом својстава. У кичмењачким нервним системима, веома мали број неурона је „идентификован”. Истраживачи сматрају да људи немају такве неуроне, док у једноставнијим нервним системима, неки или сви неурони могу бити јединствени у том смислу.
Код кичмењака, најпознатији идентификовани неурони су гигантске Маутнерове ћелије код риба. Свака риба има две Маутнерове ћелије, лоциране у доњем делу можданог стабла, једну на левој страни и једну на десној. Свака Маутнерова ћелија има један аксон који прелази преко, инервишући (стимулишући) неуроне на истом мождном нивоу и затим путује низ кичмену мождину, формирајући бројне везе на свом путу. Синапсе које генерише Маутнерова ћелија су толико моћне да појединачни акциони потенцијал производи снажан одзив у понашању: у року неколико милисекунди риба закриви своје тело у C-облик, затим се исправи, чиме покреће себе брзо унапред. Функционално, ово је брзи бежући респонс, који се најлакше подстиче снажним звучним таласом или таласом притиска који удара по бочној линији органа рибе. Маутнерове ћелије нису једини идентификовани неурони у рибама - постоји још око 20 типова, укључујући парове „аналога Маутнерових ћелија” у сваком језгру кичменог сегмента. Мада Маутнерова ћелија има способност самосталног произвођења респонса о бекству, у контексту нормалног понашања друге врсте ћелија обично доприносе обликовању амплитуде и правца одговора.
Маутнерове ћелије су описиване као командни неурони. Командни неурон је специјалан тип идентификованог неурона, дефинисан као неурон који је способан да самостално управља специфичним понашањем. Такви неурони најчешће се јављају у системима брзог бекства различитих врста — гигантски аксон лигње и гигантска синапса лигње. Они су коришћени у пионирским експериментима у области неурофизиологије због њихове енормне величине. Оба ова неурона учествују у механизмима брзог бекства лигње. Концепт командног неурона је, међутим, постао веома контроверзан, због студија које су показале да неки неурони за које је у почетку изгледало да делују у складу са описом, заправо су способни да изазову одговор само у ограниченом скупу околности.
Код организама са радијалном симетријом, нервне мреже служе као нервни системи. Код њих нема мозга или централизованог региона главе, и уместо тога они имају међусобно повезане неуроне раширене по нервним мрежама. Таква решења су присутна код жарњака, реброноша и бодљокошаца.